# 光明街道 (鹤岗市)
光明街道，是中华人民共和国黑龙江省鹤岗市向阳区下辖的一个乡镇级行政单位。

## 行政区划
光明街道下辖以下地区：
第八社区、第九社区、第十社区和第十一社区。